# Gorilla (voldsmand)
|  | Denne artikel omhandler hyrede voldsmænd. For menneskeaberne, se Gorilla. |
 For alternative betydninger, se Gorilla (flertydig). (Se også artikler, som begynder med Gorilla)
En gorilla er en person som mod betaling udfører trusler, afpresning, voldshandlinger, sabotage og i ekstreme tilfælde mord.
Oversat fra svensk Wikipedia.